# Gottschea neesii
Gottschea neesii là một loài rêu tản trong họ Schistochilaceae. Loài này được Mont. miêu tả khoa học lần đầu tiên năm 1843.